# Barraca de pedra seca del Rodolat del Moro
La Barraca de pedra seca del Rodolat del Moro és una obra de Tarragona protegida com a Bé Cultural d'Interès Local.

## Descripció
S'hi accedeix per camins de conreu des de la part nord-oest de la urbanització del Rodolat del Moro.
Es tracta d'una barraca de pedra seca de planta circular d'uns 6 m de diàmetre, amb parets de 2 m d'alçada i d'1,5 m de gruix. Una part de la construcció es troba mig enderrocada. Té una entrada amb arc de mig punt. El sostre presenta l'estructura típica de la falsa cúpula. Dins la barraca hi ha un petit espai probablement destinat a guardar provisions. A les proximitats hi ha un pou o cisterna.